# Wilhelm III. (Sachsen)

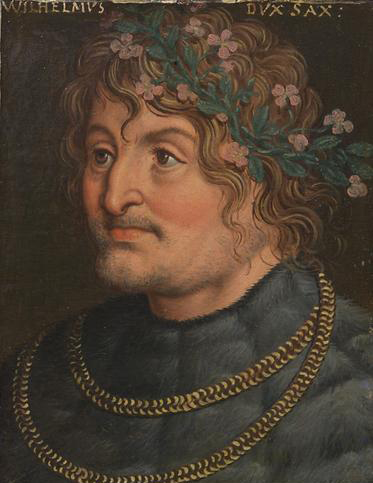
Wilhelm III., Porträt von Antoni Boys

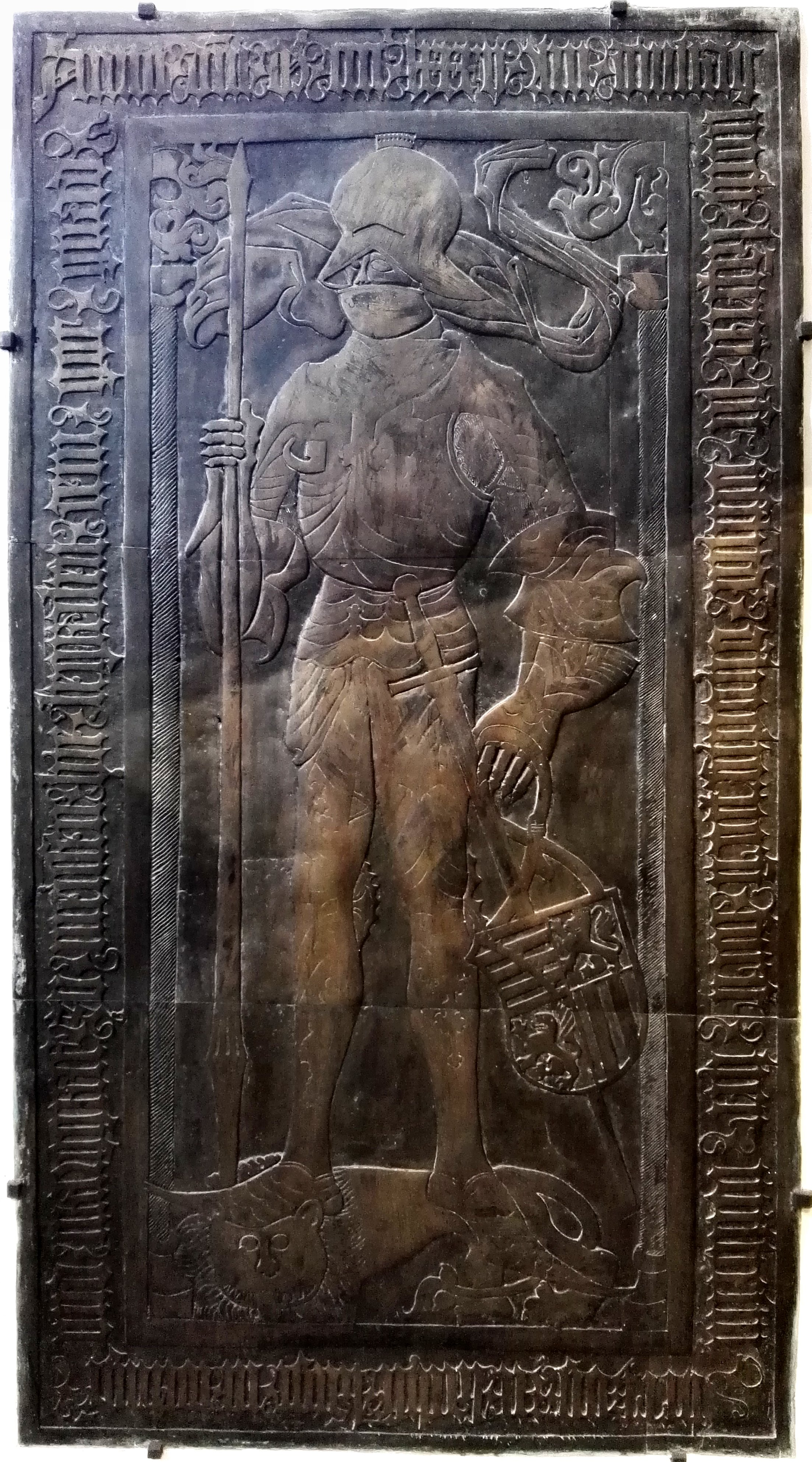
Grabplatte Wilhelms; aufgestellt in der Herderkirche in Weimar

Wilhelm III. der Tapfere (* 30. April 1425 in Meißen; † 17. September 1482 in Weimar) war ein Fürst aus dem Hause Wettin und Landgraf von Thüringen. Er führte den Titel Herzog von Sachsen als der jüngste Sohn Friedrichs I. und Katharina von Braunschweig-Lüneburg.

## Leben
Im Gegensatz zu seinem Bruder, dem Kurfürsten Friedrich II. den Sanftmütigen, hatte Herzog Wilhelm unstete Charakterzüge. Mit nahezu allen Maßnahmen Friedrichs war er nicht einverstanden. Dennoch beschloss er gemeinsam mit seinem Bruder im März 1444 die große sächsische Münzreform, in der erstmals eine Oberwähr mit hochwertigen Judenkopfgroschen und eine Beiwähr mit wertgeminderten Schildgroschen eingeführt wurde.
Bei der Altenburger Teilung des wettinischen Besitzes im Jahr 1445 erhielt er die fränkischen und thüringischen Gebiete (Landgrafschaft Thüringen), während sein älterer Bruder Friedrich II. „der Sanftmütige“ den meißnischen Teil und vor allem die Kurwürde behielt. Streitigkeiten über die Verteilung führten jedoch 1446, am Folgetag der Hochzeit Wilhelms, zum Sächsischen Bruderkrieg, der erst am 27. Januar 1451 mit dem Frieden von Naumburg ein Ende fand.
Zum Streit führten auch 1456 die Münzprägungen der Kurfürstin Margaretha, der Gattin seines Bruders Friedrich II., in ihrer eigenen Münzstätte Colditz, da Wilhelm nicht wie in den Münzstätten Freiberg und Leipzig seinen Anteil am fälligen Schlagschatz hatte. Herzog Wilhelm erhob mit Erfolg Einspruch gegen die Münzprägungen seiner Schwägerin (siehe Margarethengroschen). Der zunächst stillgelegte Münzbetrieb wurde allerdings bald wieder aufgenommen, jedoch durfte die Kurfürstin zunächst nicht als Münzfürstin erscheinen. Erst nach dem Ableben Kurfürst Friedrichs II. am 7. September 1464 änderte sich die Einstellung Wilhelms zur Kurfürstin. Er prägte ab 1465 wieder in Gemeinschaft mit seinen Anverwandten in den Münzstätten Freiberg, Gotha, Leipzig, Wittenberg und Zwickau sowie mit der Kurfürstin Margaretha in Colditz. Von großer Bedeutung war der gemeinsam mit seinen Anverwandten geprägte völlig neue Groschentyp „Horngroschen“ der neuen Leipziger Münzreform vom 4. April 1465.
1439 wurde Wilhelm mit Anna von Österreich, der Tochter des deutschen Königs Albrecht II. verlobt. Sie heirateten am 20. Juni 1446 in Jena „mit großer Pracht und ungeheuerm Aufwande“. Es hatten sich so viele Gäste eingefunden, dass „allein 3860 Pferde in Jena untergebracht werden mussten.“ Wilhelm wollte die mit dieser Ehe erworbenen Erbansprüche auf das Herzogtum Luxemburg sowie Böhmen und Ungarn durchsetzen und besetzte bereits 1441 das Herzogtum. Damit geriet er in Konflikt mit Philipp dem Guten von Burgund, der ihn nach einigen Gefechten zum Abzug zwang. Nach dem Tod von Annas Bruder Ladislaus Postumus im Jahr 1457 führte Wilhelm den Titel „Herzog von Luxemburg“. Seine Ansprüche auf Böhmen musste er an König Georg von Podiebrad aufgeben, seine Tochter Katharina wurde mit dessen Sohn Heinrich von Münsterberg verheiratet, seine Tochter Margarete von Sachsen mit Johann Cicero von Brandenburg. Wilhelms Ehe mit Anna blieb ohne männliche Erben; er setzte Anna auf der Eckartsburg gefangen, wo sie 1462 starb. Danach heiratete er 1463 seine Mätresse Katharina von Brandenstein. Um diese nicht standesgemäße Ehe zu stärken, schenkte er ihrer Familie unter anderem die Burg Ranis.
Im Vertrag von Eger legten Wilhelm, sein Bruder Friedrich II. und der böhmische König Georg von Podiebrad 1459 die Grenze zwischen Böhmen und Sachsen auf der Höhe des Erzgebirges und der Mitte der Elbe fest, die noch heute größtenteils gültig ist. Sie gehört somit zu den ältesten noch bestehenden Grenzen Europas.
Wilhelm war der letzte Wettiner, unter dem die Landgrafschaft Thüringen ein selbstständiges Herrschaftsgebiet war. Da er keine Söhne hinterließ, fielen seine Besitzungen an seine Neffen Ernst und Albrecht. Sein luxemburgisches Erbe fiel an die Habsburger. Mit dem Tod Wilhelms musste die Gothaer Münze ihren Betrieb einstellen. Seine Münzstätte Weimar ließ er bereits 1465 schließen, als er wieder in Gemeinschaft mit seinen Verwandten Münzen schlagen ließ.
In Jerusalem erhielt er 1461 den Ritterschlag zum Ritter vom Heiligen Grab. Wilhelm III. war Gründer des Franziskanerklosters in Weimar, das noch zum Teil erhalten ist.